# Format 120
Pour les articles homonymes, voir 120 (homonymie).

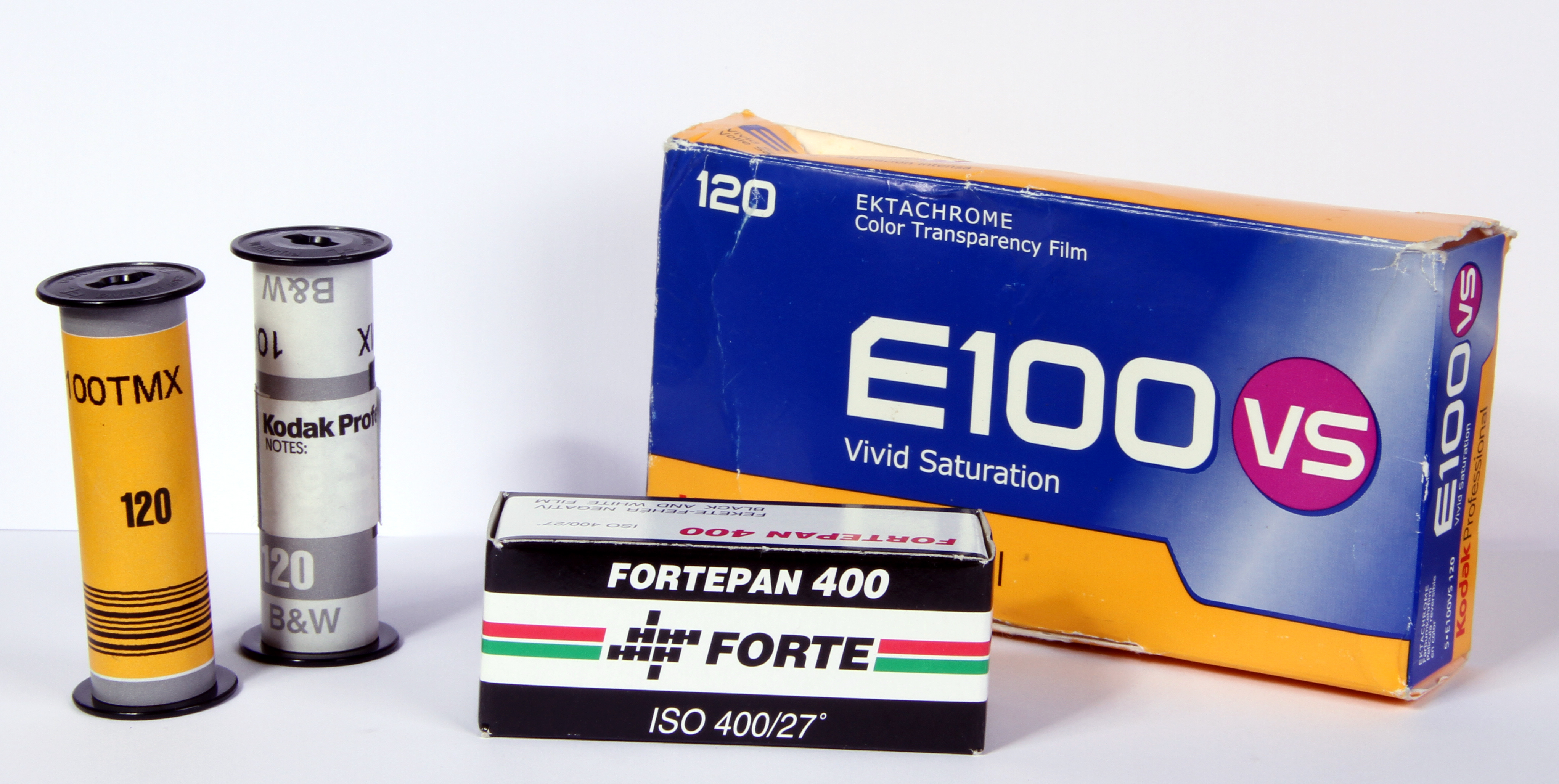
Plusieurs sortes de films 120 : Kodak Tmax ISO 100 neuve (en jaune), exposée (en blanc), une boîte de cinq Ektachrome et un film noir et blanc Fortepan.

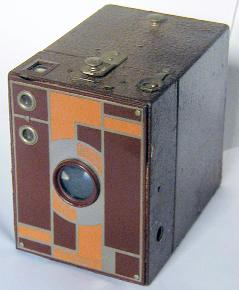
Un Brownie, exemple de box utilisant du film 120.

Le format 120 est un format de pellicule photographique lancé par Kodak en 1901 pour son Brownie no 2. Il s'appelle d'ailleurs « Brownie film » (ブローニーフィルム; Burōnī firumu) au Japon.

## Description
Il s'agit d'un film en rouleau recouvert d'une bande de papier protecteur à l'arrière. Sa largeur est de 64 mm. Il permettait à l'origine huit photos de 6 × 9 cm. Le papier protecteur porte les numéros de vues qui sont lues au travers d'une fenêtre rouge sur le dos de l'appareil. Depuis lors, le papier a évolué et dispose en plus des numéros pour les formats 6 × 6 cm (12 vues) et 6 × 4,5 cm (16 vues). D'autres formats existent, comme le 6 × 7. Les appareils ont alors un système de comptage de vues interne.
En fait, la taille réelle des images est un peu plus petite
| Taille nominale (cm) | Rapport de dimensions | Taille réelle (mm) | Expositions | Expositions |
| Taille nominale (cm) | Rapport de dimensions | Taille réelle (mm) | 120         | 220         |
| -------------------- | --------------------- | ------------------ | ----------- | ----------- |
| 6 × 4,5              | 1,33                  | 56 × 41.5          | 15 or 16†   | 30–32       |
| 6 × 6                | 1/1                   | 56 × 56            | 12 or 13    | 24–27       |
| 6 × 7                | 1/1,25                | 56 × 70            | 10          | 20          |
| 6 × 8                | 1/1,37                | 56 × 77            | 9           | 19          |
| 6 × 9                | 2/3                   | 56 × 84            | 8           | 16          |
| 6 × 12               | 1/2,1                 | 56 × 118           | 6           | 12          |
| 6 × 17               | 1/3                   | 56 × 168           | 4           | 9           |
| 6 × 24               | 1/4                   | 56 × 224           | 3           | 6           |

De nos jours, seuls quelques appareils bas de gamme utilisent la fenêtre rouge. Ce système ne posait pas de soucis au vu de la faible sensibilité et de la nature orthochromatique des films du début du XXe siècle mais l'augmentation de la sensibilité cumulée au passage aux émulsions panchromatiques fait que les films pourraient être voilés par des rayons parasites passant autour du papier protecteur en cas d'exposition à une forte lumière. C'est pour cette raison que les appareils se sont au fil du temps vus doter de volets couvrant ces fenêtres lorsqu'elles ne sont pas utilisées.

## Utilisation
Pour charger un film 120, il faut déchirer le sceau en papier, dérouler le papier pour le fixer sur une bobine vide de l'autre côté de la chambre, en tournant une clé, la bobine vide se remplit du film exposé et le papier recouvre le tout en fin de film, où on donne la bobine remplie pour le développement. Il n'y a pas, contrairement à la cartouche 135 de  format 35 mm, de rembobinage nécessaire. La bobine vide laissée par le film est changée de côté et on peut recommencer le cycle avec une nouvelle bobine.
De nos jours, le 120 est utilisé par les photographes pratiquant le moyen format. On peut y ranger les professionnels utilisant des appareils très haut de gamme (Hasselblad, Rolleiflex, etc.) et les amateurs utilisant pour le plaisir des appareils anciens nécessitant ce format.
La taille importante du négatif est un atout face au petit format 135. Les négatifs peuvent être tirés par contact, permettant de se passer d'agrandisseur. Ceci explique la petite taille des photographies dans les albums-photo de famille de la première moitié du XXe siècle. Chez les reporters et autres professionnels, cette grande taille permettait d'avoir une image plus fine et/ou de garder un grain contenu malgré les recadrages. Cette grande taille conditionnait par contre la taille des appareils, ce qui peut être vu comme une des causes de son déclin chez le grand public face aux appareils compacts de petit-format.

## Appareils utilisant le 120

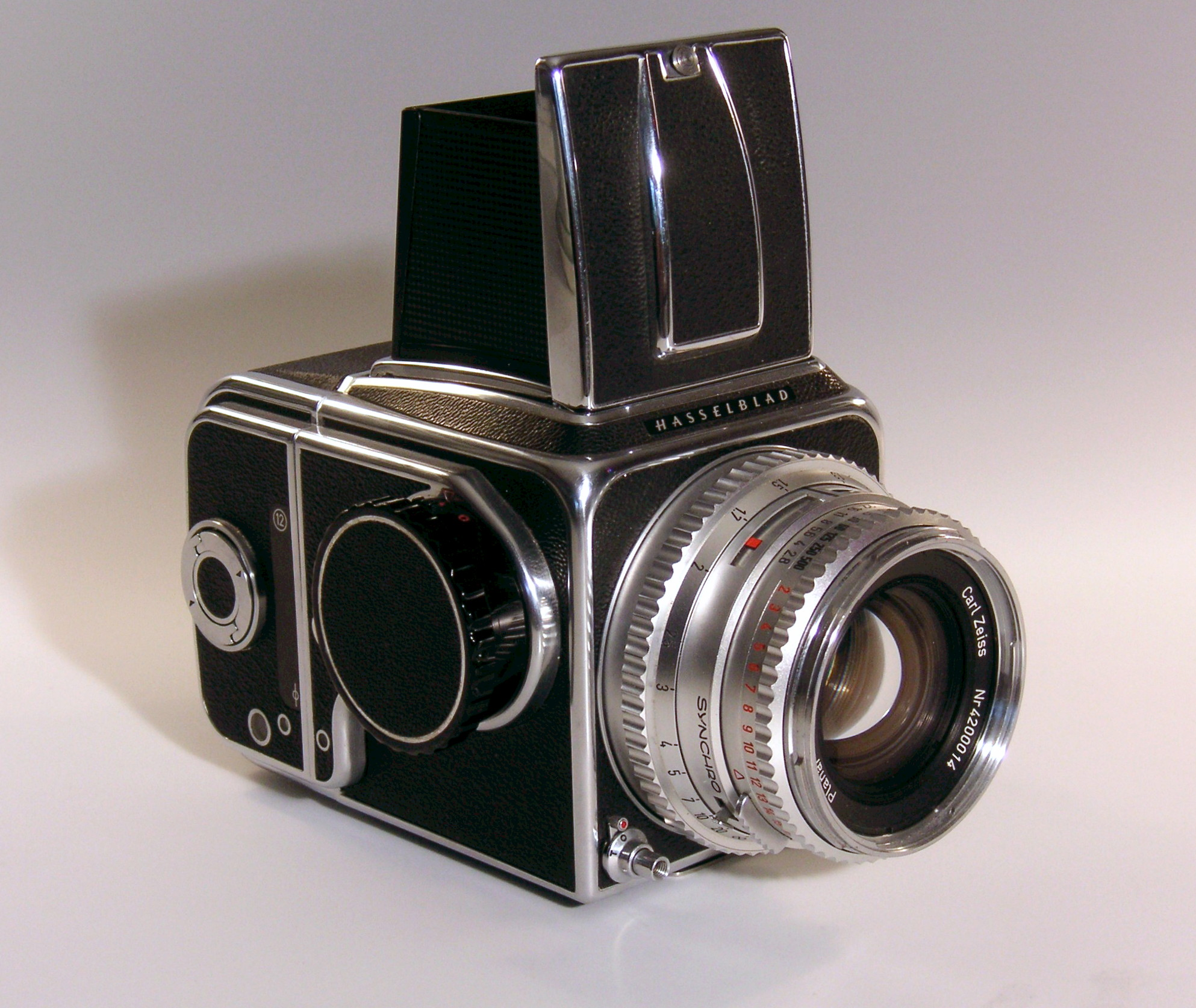
Hasselblad 500C, appareil haut de gamme au format.

Le film 120 a été créé pour le no 2 Brownie de Kodak, il est le plus vieux format de pellicule encore en vente, si on excepte les plans-films. Il a été longtemps le film « standard » avant d'être détrôné par le plus compact 135 dans les années 1960. Les appareils l'utilisant étaient d'abord de simples box (boîte rectangulaire), souvent en carton, ayant un objectif très basique ou des foldings, ayant un soufflet pliant pour gagner en compacité. Par la suite fut inventé le TLR, qui popularisera le format 6 × 6 avec en figure de proue le Rolleiflex acceptant le 120 dès 1932 et son pendant soviétique le Lubitel qui permit dès 1949 à de nombreux jeunes de posséder un appareil de qualité raisonnable pour un prix modique.
De nos jours, on trouve des appareils 120 de toutes formes : des reflex SLR, soit reprenant le style d'un reflex 35 mm (Pentax 6×7), soit sous forme d'un système modulaire articulé autour d'un « cube » sur lequel on attache un objectif, un dos, un viseur et un éventuel moteur d'avance, le plus connu étant le Hasselblad. On trouve aussi des compacts comme le Holga ou des télémétriques (Mamiya 6 et 7).

## Le 620, petit frère du 120...

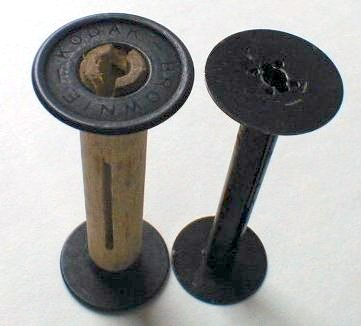
Côte à côte, une bobine 120 d'époque et une bobine 620.

En 1932, Kodak sort le format 620. La pellicule est identique au 120 mais est enroulée sur une bobine de taille réduite. Le diamètre de la bobine est plus petit, les joues moins épaisses et d'un diamètre plus étroit. le "6" vient du fait qu'à l'origine, ces bobines n'étaient prévues pour n'avoir que six poses mais le nombre de vues des films 120 était déjà passé à huit poses le temps que le film sorte, le 620 fut adapté, rendant caduc son "6". En France, il était courant de les désigner par "grand trou" pour le 120 et "petit trou" pour le 620, en référence à la taille du trou de la fourchette d'avance. Il fut abandonné par Kodak en juillet 1995.
Ce film avait pour avantage de permettre des appareils plus compacts, tout en gardant la grande taille du négatif.
Bien que Kodak ait construit de très nombreux appareils utilisant ce format, aucun fabricant "haut-de-gamme" ne l'a suivi. Rollei, Hasselblad et Zeiss-Ikon resteront avec le format 120, probablement parce que le gain en taille n'était pas suffisamment significatif pour justifier un changement.
Ce format de film semble avoir été le plus populaire aux États-Unis et en France, où de nombreux fabricants locaux ont choisi le 620, comme Kinax, MIOM, Fex ou Lumière. La forte présence en France de Kodak et donc la disponibilité du 620 peut en être vu comme une raison de ce choix.
Certains appareils, comme les tout premiers Rolleiflex prenant du film au format 117, (apparu en 1900 et abandonné en 1949) ont pu être modifiés pour accueillir du 620. Cette modification permettait de d'utiliser un film plus facile à trouver que le mourant puis défunt 117 ainsi que de bénéficier de deux vues supplémentaires par film.

### Utilisation
Pour utiliser de nos jours un appareil 620, plusieurs possibilités existent. Certains marchands rebobinent du film 120 sur des bobines 620, il est également possible de faire cette opération soi-même, mais elle doit être effectuée dans le noir complet. Sans compter qu'il faut disposer au préalable d'une seconde bobine 620, en plus de celle déjà dans l'appareil. Certains appareils ont un logement de film suffisamment large pour permettre à une bobine 120 dont les joues auront été limées au bon diamètre d'être utilisée telle-quelle.

## ...Et le 220, son grand frère
Le 220 a été introduit en 1965. Il utilise la même bobine que le 120 mais le film est deux fois plus long et ne possède du papier protecteur qu'aux extrémités. La base du film est également plus fine, ce qui fait que certains appareils utilisant les deux formats disposent d'un réglage au niveau du presse-film. L'absence de papier protecteur empêche son utilisation dans les appareils à fenêtre rouge et, par conséquent, oblige d'utiliser un appareil adapté avec un compteur de vue interne permettant le bon nombre de vues. Le fabricant Yashica a, par exemple d'abord sorti les Yashica 12 (120) et 24 (220) en 1966 en référence au nombre de poses 6x6 de chaque modèle, puis a sorti un modèle compatible avec les deux formats, le Yashica-Mat 124 en 1968. Le Rolleiflex a également reçu la possibilité d'utiliser ce film dès 1965 sur le 3,5F.
Le dernier fabricant à produire ce film, Fujifilm, a abandonné le format en mars 2017.

## Disponibilité
Le film 120 est disponible chez tous les fabricants de films, que ce soit Kodak, Ilford, Fujifilm ou d'autres petits fabricants.